# Megazostrodon
Megazostrodon is een geslacht van uitgestorven Morganucodonta uit het Laat-Trias tot het Vroeg-Jura.

## Kenmerken
Megazostrodon leek uitwendig waarschijnlijk op een spitsmuisachtig dier, het bereikte een lengte tussen tien en twaalf centimeter, zijn gewicht wordt geschat op twintig tot dertig gram. In zijn lichaamsbouw vertoonde het enkele overgangskenmerken tussen de synapside voorouders van zoogdieren en de werkelijke zoogdieren. De constructie van het kaakgewricht toont nog steeds de sporen van het reptielachtige primaire kaakgewricht tussen het gewricht en os quadratum. Aan de andere kant hadden deze dieren al de vier zoogdiertanden die typisch zijn voor zoogdieren (snijtanden, hoektanden, premolaren en kiezen). In vergelijking met de vergelijkbaar geconstrueerde Morganucodon waren de scherpe knobbels van de kiezen aanzienlijk groter en vormden ze een stompe driehoek. Er zijn ook aanwijzingen voor een eenmalige verandering van tanden, een ander kenmerk van zoogdieren. Vanwege deze verandering van tanden is het denkbaar dat Megazostrodon zijn jongen al verzorgde. De hersenen zijn relatief groter dan de oudere synapside voorouders van zoogdieren, vermoedelijk waren de reukzin en het gehoor van deze dieren goed ontwikkeld.

## Leefwijze
Mogelijk hebben ze een nachtelijke levensstijl geleid. Het dieet bestond mogelijk uit insecten en andere kleine ongewervelden.

## Vondsten
De vondst van het Megazostrodon-skelet in het Afrikaanse land Lesotho is wel van enorm belang. Fossielen van de eerste zoogdieren zijn namelijk erg zeldzaam, aangezien hun tere botjes moeilijk fossiliseren. Van Megazostrodon is echter een compleet skelet gevonden en deze laat prima zien hoe deze basale zoogdierachtige eruitzag.

## Verspreiding
In China en Europa leefde een verwant van Megazostrodon, Morganucodon.

## Classificatie
Megazostrodon vormt de familie van de Megazostrodontidae met enkele nauw verwante geslachten. Hoewel veel classificaties deze familie classificeren als behorend tot de Morganucodonta-groep, beschouwen anderen een verwantschap met de Docodonta als waarschijnlijker. Aan de andere kant is de connectie van de Triconodonta, een groep zoogdieren die werd gekenmerkt door drietandige kiezen, grotendeels verworpen, aangezien dat geen natuurlijke groep bleek te zijn. Deze dieren hadden geavanceerde zoogdierachtige kenmerken, maar verschilden qua details van de hedendaagse zoogdieren. Of het wordt geclassificeerd in zoogdieren in brede zin (sensu lato) of in zoogdierachtige dieren (mammalia-vormen) is controversieel en grotendeels een kwestie van definitie.